# Horst Dassler
Horst Dassler (* 12. März 1936 in Erlangen; † 9. April 1987 ebenda) war ein deutscher Unternehmer.

## Leben
Der Sohn von Adolf Dassler baute als Firmenleiter von Adidas France, mit Sitz im elsässischen Landersheim, die Firma Adidas zu einem der weltgrößten Sportartikelhersteller aus. Unter anderem gründete er 1973 den Schwimmartikelhersteller Arena. Im Jahr 1980 trat er in die Geschäftsführung unter seiner Mutter Käthe Dassler (* 17. Juli 1917; † 31. Dezember 1984) ein, nach deren Tod er von 1985 bis 1987 als Vorstandsvorsitzender fungierte. Über die zwischen 1977 und 1982 existierende SMPI und die 1982 gegründete International Sport and Leisure (ISL) bestach er jahrelang Sportfunktionäre. Er begründete damit die moderne Sportkorruption.
Dassler galt im Weltsport als Persönlichkeit mit großem Einfluss, laut Sports Illustrated wurde er in den 1980er Jahren als „der mächtigste Mann im Sport“ bezeichnet. Als 1980 der Spanier Juan Antonio Samaranch ins Amt des Vorsitzender des Internationalen Olympischen Komitees (IOC) gewählt wurde, galt Dassler einem Bericht Jens Weinreichs im Deutschlandfunk zufolge als Königsmacher. 1985 unterzeichneten Dassler als ISL-Miteigner und Samaranch die Vereinbarung „The Olympic Program“ (später „The Olympic Partner programme“), abgekürzt TOP, die eine Zusammenarbeit zwischen dem IOC und Großunternehmen regelte. Dasslers Unternehmen ISL erhielt vom IOC das alleinige Recht, Unternehmen die Werbenutzungsrechte für die olympischen Ringe zu verkaufen.
Zu Dasslers engen Mitarbeitern bei Adidas zählte in den 1980er Jahren der spätere IOC-Vorsitzende Thomas Bach.
Am 9. April 1987 starb er an einem Krebsleiden. Er war verheiratet und hatte zwei Kinder.

## Nach seinem Tod
Nach Horst Dasslers Tod wurde der Rechtsanwalt Albert Henkel einige Monate lang Adidas-Chef. Henkel hatte schon nach dem Tod von Adolf Dassler dessen Witwe und die Schwestern von Dassler beraten. Er installierte eine komplizierte, wenig effiziente Führungsstruktur.

## Film
- 2014: United Passions – La Légende du Football

- 2018: Deutschlands große Clans - Die Adidas Story; TV-Reihe ZDFzeit Ep.225 Reg.:Uli Weidenbach[11]